# Taiso Samurai
Taiso Samurai (体操ザムライ Taisō-Zamurai?), conocida como The Gymnastics Samurai en inglés, es una serie de anime original animada por MAPPA, dirigida por Hisatoshi Shimizu y escrita por Shigeru Murakoshi. Los diseños de los personajes son proporcionados por Kasumi Fukagawa, y la música es compuesta por Masaru Yokoyama. La serie se estrenó en el bloque NUMAnimation de TV Asahi el 10 de octubre de 2020.
Funimation obtuvo la licencia fuera de Asia. Tras la adquisición de Crunchyroll por parte de Sony, la serie se trasladó a Crunchyroll obteniendo la licencia de la serie fuera de Asia.

## Sinopsis
En 2002, el equipo masculino de gimnasia japonés no está gozando de buenos resultados. Shōtarō Aragaki es un gimnasta profesional y ex olímpico. Sin embargo, a pesar de haber sido bueno en el pasado, nunca pudo obtener una medalla de oro. Como sufrió una lesión en el hombro y es un atleta mayor a los 29 años, su entrenador, Noriyuki Amakusa, sugiere que se retire, y pueda ceder su lugar a las próximas generaciones. Mientras considera la jubilación, Shōtarō lleva a su hija, Rei, a Edo Wonderland. Mientras están allí, se encuentran con un joven extranjero, disfrazado de ninja que, después de seguirlos a casa, se presenta como Leo. Más tarde, al anunciar su retiro en una conferencia de prensa, Shōtarō cambia de opinión a mitad de camino y decide continuar su carrera en la gimnasia.

## Personajes
Shōtarō Aragaki (荒垣城太郎 Aragaki Shōtarō?)
 Seiyū: Daisuke Namikawa
Leonardo (レオナルド Reonarudo?)
 Seiyū: Kenshō Ono
Tetsuo Minamino (南野鉄男 Minamino Tetsuo?)
 Seiyū: Yūki Kaji
Noriyuki Amakusa (天草紀之 Amakusa Noriyuki?)
 Seiyū: Kenyu Horiuchi
Rei Aragaki (荒垣玲 Aragaki Rei?)
 Seiyū: Rina Hon'izumi
Mari Aragaki (荒垣マリ Aragaki Mari?)
 Seiyū: Atsuko Tanaka
Tomoyo Aragaki (荒垣知世 Aragaki Tomoyo?)
 Seiyū: Kotono Mitsuishi
Bigbird Aragaki (荒垣BB Aragaki BB?)
 Seiyū: Kappei Yamaguchi
Tomoki Takizawa (滝沢友樹 Takizawa Tomoki?)
 Seiyū: Hiroyuki Yoshino
Ayu (あゆ Ayu?)
 Seiyū: Nana Mizuki
Naohiko Nakanomori (中ノ森真彦 Nakanomori Naohiko?)
 Seiyū: Daisuke Hirakawa
Atsushi Dōjima (堂島潤 Dōjima Atsushi?)
 Seiyū: Kaito Ishikawa
Shige Nishikiori (錦織茂 Nishikiori Shige?)
 Seiyū: Daisuke Ono
Hiro Okamachi (岡町博 Okamachi Hiro?)
 Seiyū: Kengo Kawanishi
Ryū Ryūshō (リュウ・リュウショウ Ryūshō Ryū?)
 Seiyū: Hiroshi Kamiya
Kitty Chan (キティ・チャン Kiti-chan?)
 Seiyū: Minami Tanaka
Britney (ブリトニー Buritonī?)
 Seiyū: Rikiya Koyama

## Episodios
| N.º | Título                                                                                         | Dirigido por                                                                    | Escrito por       | Fecha de emisión original |
| --- | ---------------------------------------------------------------------------------------------- | ------------------------------------------------------------------------------- | ----------------- | ------------------------- |
| 1   | «Samurái en Retirada» Transcripción: «Intai Zamurai» (en japonés: 引退ザムライ)                | Kiyoshi Matsuda                                                                 | Shigeru Murakoshi | 10 de octubre de 2020     |
| 2   | «Samurái Hundido» Transcripción: «Donzoko Zamurai» (en japonés: どん底ザムライ)                | Yūki Nishihata                                                                  | Shigeru Murakoshi | 17 de octubre de 2020     |
| 3   | «Samurái Duelista» Transcripción: «Kettō Zamurai» (en japonés: 決闘ザムライ)                   | Chihaya TanakaSeimei Kidokoro                                                   | Akira Kindaichi   | 24 de octubre de 2020     |
| 4   | «Hija Samurái» Transcripción: «Zamurai Musume.» (en japonés: ザムライ娘。)                     | Hitoyuki Matsui                                                                 | Erika Andō        | 31 de octubre de 2020     |
| 5   | «Samuraí de Batalla» Transcripción: «Gassen Zamurai» (en japonés: 合戦ザムライ)                | Akari RanzakiYūdai Kubota                                                       | Akira Kindaichi   | 7 de noviembre de 2020    |
| 6   | «Padre e Hija Samuráis» Transcripción: «Oyako Zamurai» (en japonés: 親子ザムライ)              | Yasunori Gotō                                                                   | Tsunagi Murakoshi | 14 de noviembre de 2020   |
| 7   | «Campamento de entrenamiento Samurái» Transcripción: «合宿ザムライ» (en japonés: 合宿ザムライ) | Yasuhiro GeshiYūdai Kubota                                                      | Akira Kindaichi   | 21 de noviembre de 2020   |
| 8   | «Entrenamiento intensivo Samurái» Transcripción: «Tokkun Zamurai» (en japonés: 特訓ザムライ)   | Kazue ŌtsukiYūdai Kubota                                                        | Erika Andō        | 28 de noviembre de 2020   |
| 9   | «Ninja & Samurái» Transcripción: «Ninja & Zamurai» (en japonés: ニンジャ＆ザムライ)            | Hitoyuki MatsuiYūdai Kubota                                                     | Kiyoko Yoshimura  | 5 de diciembre de 2020    |
| 10  | «La Batalla decisiva del Samurái» Transcripción: «Kessen Zamurai» (en japonés: 決戦ザムライ)   | Yasunori Gotō                                                                   | Akira Kindaichi   | 12 de diciembre de 2020   |
| 11  | «El Samurái de la gimnasia» Transcripción: «Taisō Zamurai» (en japonés: 体操ザムライ)          | Hisatoshi ShimizuKōnosuke UdaKazue ŌtsukiYūdai KubotaYasuhiro GeshiAi Yoshimura | Shigeru Murakoshi | 19 de diciembre de 2020   |